# Życiowa szansa
Życiowa szansa – polski teleturniej oparty na formacie Chance of a Lifetime emitowany w latach 2000–2002 na antenie telewizji Polsat. Jego prowadzącym był Krzysztof Ibisz. Uczestnicy programu odpowiadają na pytania z zakresu wiedzy ogólnej, za każdym razem decydując, jaką część dotychczasowej wygranej są skłonni zaryzykować; nagrodą główną w teleturnieju był milion złotych.
Początkowo teleturniej realizowano w hali nagraniowej wynajętej od wrocławskiego oddziału Telewizji Polskiej, potem produkcja została przeniesiona do hali nagraniowej ATM Grupy w Bielanach Wrocławskich.

## Zasady gry
Spisano w oparciu głównie o fragment odcinka, w którym prowadzący tłumaczy zasady programu.
Do gry przystępuje dwóch zawodników: gracz w studiu – główny gracz programu, który ma szansę na milion złotych oraz gracz połączony ze studiem telefonicznie (tzw. gracz telefoniczny), który wygrywa drobne nagrody (między tymi zawodnikami nie ma rywalizacji). Gra zasadnicza składa się z dziesięciu pytań z różnych dziedzin wiedzy ogólnej. Wszystkie pytania zadawane w teleturnieju są pytaniami otwartymi, tj. zawodnicy nie mogą wybierać spośród zredagowanych przez autorów pytań wariantów odpowiedzi.
Pytanie wstępne
Pytanie wstępne jest kierowane wyłącznie do gracza w studiu. Jeśli odpowie na nie poprawnie, to wygra kwotę pieniędzy równą sumie nieopłaconych rachunków, które przynosi ze sobą do studia, przy czym nie może to być więcej niż 1500 złotych.
Gra zasadnicza
Uczestnik losuje kategorię pierwszego pytania. Prowadzący czyta pytanie, po czym swój typ odpowiedzi podaje gracz telefoniczny (ma na to 20 sekund). Gracz w studiu podaje własną odpowiedź i może przy tym sugerować się wskazaniem gracza telefonicznego, ale nie musi. Jeśli gracz w studiu udziela poprawnej odpowiedzi, wygrywa 2000 złotych.
Od drugiego pytania po wylosowaniu kategorii gracz w studiu decyduje, jaką część posiadanych pieniędzy jest skłonny zaryzykować. Obstawiona stawka musi być wielokrotnością 200 zł i musi być wyższa od stawki zadeklarowanej przy poprzednim pytaniu. W przypadku poprawnej odpowiedzi obstawiona stawka jest doliczana do jego stanu konta i gra jest kontynuowana, w przypadku błędnej – odliczana, ponadto gra dobiega końca (zarówno dla gracza w studiu, jak i gracza telefonicznego), a gracz w studiu wygrywa pozostałe na koncie pieniądze. Gra toczy się tym sposobem do momentu, aż zadanych zostanie 10 pytań lub aż gracz w studiu udzieli błędnej odpowiedzi.
Gracz telefoniczny również wygrywa pieniądze za własne poprawne odpowiedzi: za pierwsze pytanie 200 zł, a przy każdym kolejnym – o 200 zł więcej (dodatkowe 400 zł za drugie pytanie, dodatkowe 600 zł za trzecie itd.). W sumie gracz telefoniczny może wygrać 11 000 zł. Jeśli gracz telefoniczny udziela błędnej odpowiedzi, to kończy grę (gracz w studiu kontynuuje ją wtedy samodzielnie).
Uczestnik w studiu może dwukrotnie w ciągu gry zmienić kategorię pytania na wybraną przez siebie.

## Emisja
| Sezon       | Początek emisji  | Koniec emisji        | Pora emisji | Odcinki |
| ----------- | ---------------- | -------------------- | --- | ------- |
| lato 2000   | 1 czerwca 2000   | 6 lipca 2000         | poniedziałek, środa, czwartek 20.00 | 1–16    |
| 2000/2001   | 31 sierpnia 2000 | 30 czerwca 2001      | poniedziałek, czwartek 20.00 (sierpień–październik 2000) poniedziałek, czwartek 20.00, sobota 21.05 (listopad–grudzień 2000) poniedziałek 20.00, czwartek 20.30, sobota 20.00, niedziela 19.05 (zima 2001) poniedziałek 20.00, czwartek, sobota 20.30 (marzec 2001) poniedziałek 20.00, sobota, niedziela 19.05 (marzec–maj 2001) poniedziałek, sobota, niedziela 19.05 (maj–czerwiec 2001) | 17–143  |
| 2001/2002   | 3 września 2001  | 30 czerwca 2002      | poniedziałek, piątek, niedziela 20.00 (wrzesień 2001–marzec 2002) poniedziałek, piątek 20.00, niedziela 19.05 (marzec–czerwiec 2002) | 144–246 |
| jesień 2002 | 2 września 2002  | 30 października 2002 | poniedziałek, środa, piątek 19.10 | 247–270 |

Pasmo po Życiowej szansie przejął kolejny teleturniej prowadzony przez Ibisza – Awantura o kasę.

## Oglądalność
W grudniu 2000 program oglądało 6,6 mln widzów. Odcinek z 5 lutego 2001 był najchętniej oglądanym w historii programu – został on obejrzany przez 7 411 905 osób.